# Andrew Ladd
Andrew Locklan Ladd (* 12. Dezember 1985 in Maple Ridge, British Columbia) ist ein ehemaliger kanadischer Eishockeyspieler. Der linke Flügelstürmer bestritt zwischen 2005 und 2022 insgesamt 1.001 Partien in der National Hockey League (NHL), den Großteil davon für das Franchise der Atlanta Thrashers bzw. Winnipeg Jets, die er jeweils als Mannschaftskapitän anführte. Im NHL Entry Draft 2004 wurde er an vierter Position von den Carolina Hurricanes ausgewählt, mit denen er in den Playoffs 2006 seinen ersten Stanley Cup gewann. Im weiteren Verlauf lief er zweimal für die Chicago Blackhawks auf, wobei 2010 der zweite Stanley Cup folgte. Darüber hinaus stand Ladd gegen Ende seiner Laufbahn für die New York Islanders und Arizona Coyotes auf dem Eis.

## Karriere

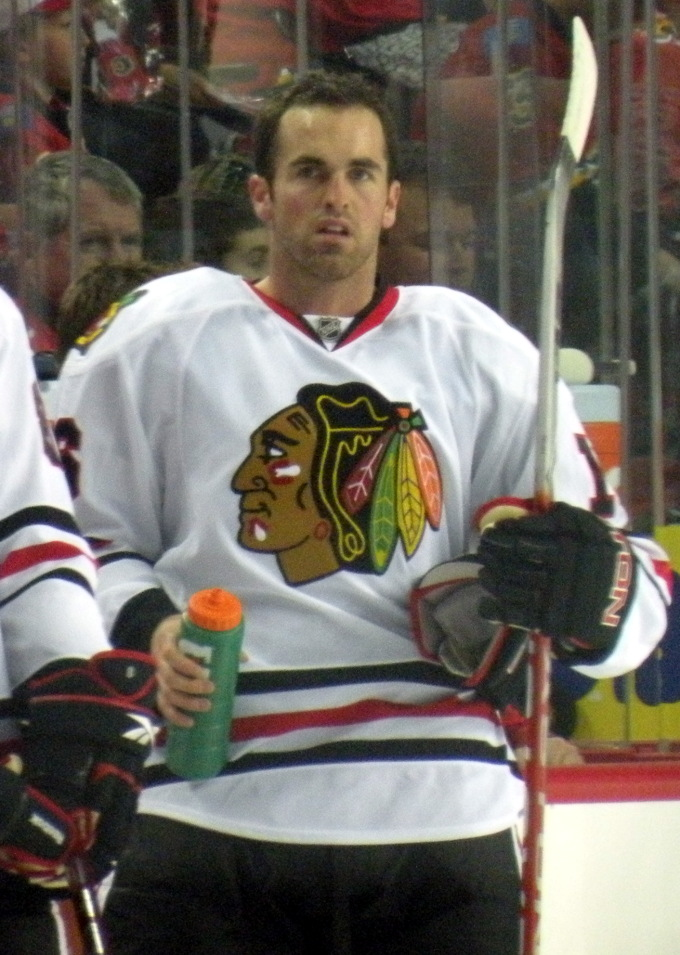
Ladd im Trikot der Chicago Blackhawks

Andrew Ladd begann seine Karriere als Eishockeyspieler in der Saison 2001/02 bei den Vancouver Giants aus der Western Hockey League. Die folgende Saison spielte er bei den Coquitlam Express aus der British Columbia Hockey League. In der Zeit von 2003 bis 2005 stand der Kanadier im Kader der Calgary Hitmen aus der WHL. Während des NHL Entry Draft 2004 wurde er als insgesamt vierter Spieler in der ersten Runde von den Carolina Hurricanes ausgewählt. Im Sommer 2005 erhielt Ladd einen Platz im Kader von Carolinas damaligem Farmteam aus der American Hockey League, den Lowell Lock Monsters, für die er erstmals im professionellen Eishockey aktiv war. In derselben Saison gab er sein Debüt in der National Hockey League und gewann gleich in seiner Premierensaison mit den Hurricanes den Stanley Cup.
Am 26. Februar 2008 wurde der Angreifer im Tausch für Tuomo Ruutu an die Chicago Blackhawks abgegeben. Bis Saisonende kam er noch in 20 Spielen für die Blackhawks und in zwei Spielen für deren Farmteam aus der AHL, die Albany River Rats zum Einsatz. In der Saison 2009/10 gewann er mit Chicago ebenfalls den Stanley Cup. Am 1. Juli 2010 wurde Ladd, um einer Überschreitung der Salary Cap entgegenzuwirken, im Austausch für Iwan Wischnewski und einem Zweitrunden-Wahlrecht im NHL Entry Draft 2011 an die Atlanta Thrashers abgegeben. Dort setzte er in der Saison 2010/11 mit 29 Toren und 59 Punkten in der regulären Saison neue persönliche Bestmarken und beendete diese Spielzeit als bester Scorer der Thrashers, die abermals die Teilnahme an den Playoffs verpassten.
Nachdem das Franchise zum Saisonende ins kanadische Winnipeg verlegt worden war, lief der Kontrakt des Angreifers am 1. Juli 2011 aus und Ladd wurde zum Restricted Free Agent. Als eingeschränkt freier Spieler bestand die Möglichkeit, dass ihm anhand eines sogenannten Offer Sheets ein Angebot eines anderen Teams unterbreitet würde. Dazu kam es jedoch nicht und am 5. Juli 2011 einigte sich der Mannschaftskapitän der Winnipeg Jets auf einen neuen Kontrakt mit den Jets für fünf Jahre im Wert von rund 22 Millionen US-Dollar.

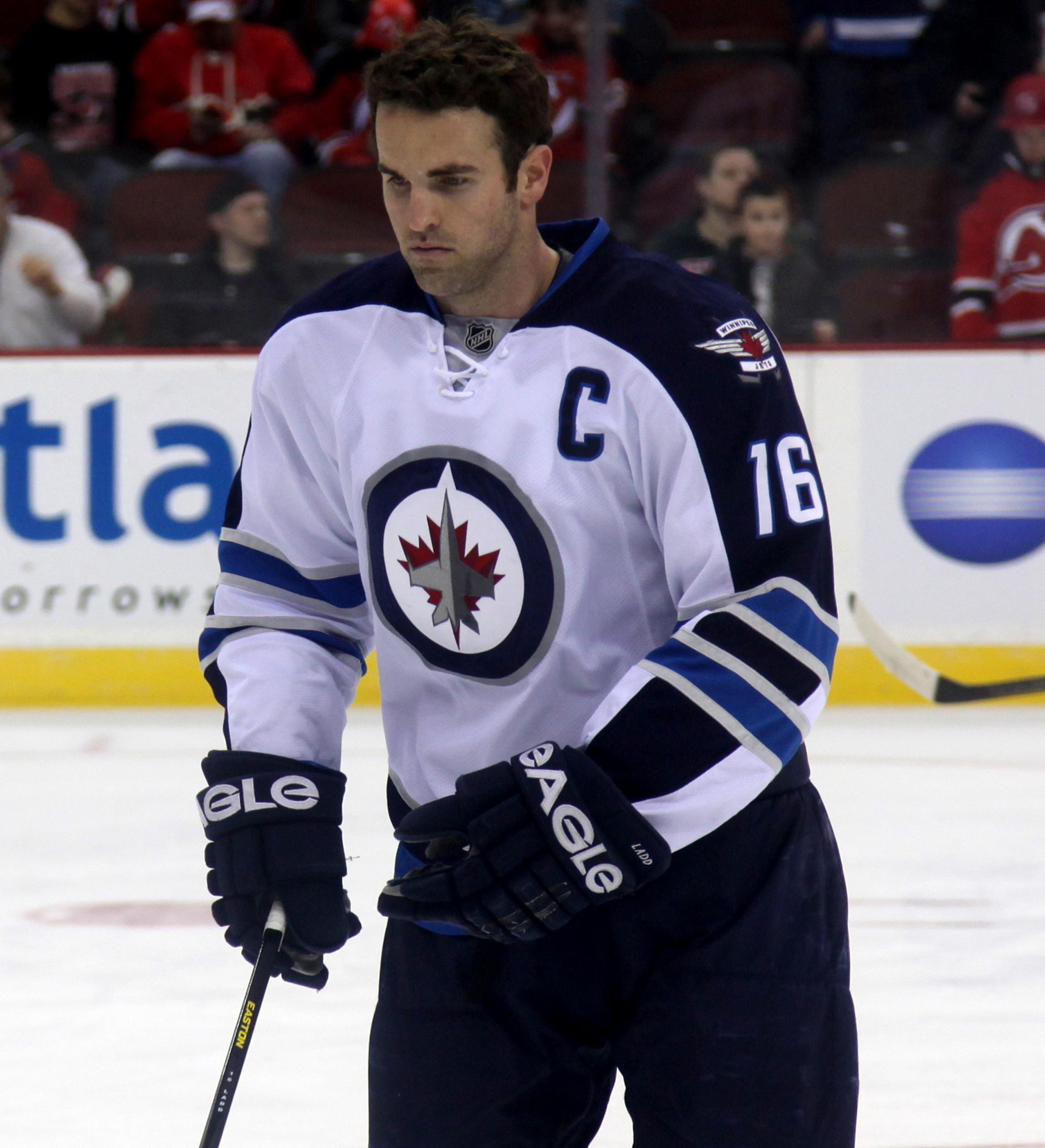
Ladd als Kapitän der Jets

Ladd fungierte in der Folge fünf Jahre lang als Mannschaftskapitän der Jets, ehe er im Februar 2016 im Rahmen eines größeren Tauschgeschäfts zu den Chicago Blackhawks zurückkehrte. Die Blackhawks erhielten neben Ladd auch Jay Harrison sowie Matt Fraser und gaben im Gegenzug Marko Daňo und ein Erstrunden-Wahlrecht für den NHL Entry Draft 2016 an die Jets ab; zudem sollen die Jets ein zusätzliches Drittrunden-Wahlrecht für den NHL Entry Draft 2018 erhalten, falls Chicago den Stanley Cup 2016 gewinnt. Ferner verließ Ladd die Jets als bis dato bester Torschütze der Franchise-Geschichte (110).
Bei den Blackhawks beendete Ladd die Saison 2015/16, erhielt jedoch darüber hinaus keinen neuen Vertrag. Als Free Agent schloss er sich daher im Juli 2016 den New York Islanders ein, die ihn mit einem Vertrag über sieben Jahre Laufzeit und einem jährlichen Gehalt von 5,5 Millionen US-Dollar ausstatteten. Mit Beginn der Spielzeit 2019/20 verlor Ladd jedoch seinen Stammplatz bei den Islanders und kommt seither auch regelmäßig bei deren AHL-Farmteam zum Einsatz, den Bridgeport Sound Tigers. Nach fünf Jahren in New York wurde er im Juli 2021 an die Arizona Coyotes abgegeben, die somit seine zwei verbleibenden Vertragsjahre übernahmen und dafür je ein Zweitrunden-Wahlrecht für die NHL Entry Drafts 2021 und 2022 sowie ein weiteres Drittrunden-Wahlrecht für den NHL Entry Draft 2023 erhielten. Insgesamt wurde es als unwahrscheinlich eingeordnet, dass Ladd, der aufgrund von schweren Verletzungen in beiden Knien in der Spielzeit 2020/21 nur eine Partie in Bridgeport absolvierte, noch einmal in der NHL auflaufen würde. Dies allerdings gelang ihm bei den Coyotes, wo er im April 2022 seine insgesamt 1000. Partie der regulären Saison in der NHL bestritt. In weiterer Folge verpasste er die gesamte Spielzeit 2022/23 aufgrund einer Knieverletzung und verkündete schließlich im September 2023 das Ende seiner aktiven Laufbahn. Insgesamt hatte er 1001 NHL-Partien bestritten und dabei 550 Scorerpunkte verzeichnet.

## Erfolge und Auszeichnungen
- 2004 Teilnahme am CHL Top Prospects Game
- 2004 WHL Plus-Minus Award
- 2006 Stanley-Cup-Gewinn mit den Carolina Hurricanes
- 2010 Stanley-Cup-Gewinn mit den Chicago Blackhawks

### International
- 2005 Goldmedaille bei der U20-Junioren-Weltmeisterschaft

## Karrierestatistik

### International
Vertrat Kanada bei:
- U20-Junioren-Weltmeisterschaft 2005
- Weltmeisterschaft 2011
- Weltmeisterschaft 2012
- Weltmeisterschaft 2013

(Legende zur Spielerstatistik: Sp oder GP = absolvierte Spiele; T oder G = erzielte Tore; V oder A = erzielte Assists; Pkt oder Pts = erzielte Scorerpunkte; SM oder PIM = erhaltene Strafminuten; +/− = Plus/Minus-Bilanz; PP = erzielte Überzahltore; SH = erzielte Unterzahltore; GW = erzielte Siegtore; 1 Play-downs/Relegation; Kursiv: Statistik nicht vollständig)